# Cubas de la Sagra
Cubas de la Sagra település Spanyolországban, Madrid tartományban. Cubas de la Sagra Torrejón de la Calzada, Illescas, Casarrubuelos, Ugena, Serranillos del Valle és Griñón községekkel határos. Lakosainak száma 6988 fő (2024).

## Népesség
A település népessége az utóbbi években az alábbiak szerint változott:
| Lakosok száma | 1793 | 2637 | 3677 | 4499 | 5332 | 5738 | 6112 | 6413 | 6698 | 6988 |
|               | 2001 | 2004 | 2007 | 2009 | 2012 | 2014 | 2017 | 2019 | 2022 | 2024 |